# Riley megye
Riley megye az Amerikai Egyesült Államokban, azon belül Kansas államban található. Megyeszékhelye és legnagyobb városa Manhattan. Lakosainak száma 71 959 fő (2020. április 1.). Riley megye Washington, Geary, Marshall, Pottawatomie, Wabaunsee és Clay megyékkel határos.

## Népesség
A megye népességének változása:
| Lakosok száma | 71 543 | 73 254 | 76 030 | 75 394 | 75 247 | 71 959 |
|               | 2010   | 2011   | 2012   | 2013   | 2015   | 2020   |